# Lythria tenuifasciata
Lythria tenuifasciata är en fjärilsart som beskrevs av Gradl 1938. Lythria tenuifasciata ingår i släktet Lythria och familjen mätare. Inga underarter finns listade i Catalogue of Life.